# Будяк
Будяк також осотій, бодяк, кольковник(Carduus) — рід рослин із родини айстрових. Будяки природно поширені у Європі, Азії та Африці, а інтродуковані до Канади, США, Австралії, Нової Зеландії, Індії, ПАР, Болівії, Уругваю.

## Етимологія
лат. Carduus — стародавня назва будякоподібних рослин. укр. Будяк походить від праслов'янського бодак, похідне від *bodti, що означає «колоти».

## Ботанічний опис
Як правило, однорічні або дворічні рослини, рідше багаторічні. Виростають до 2 метрів заввишки, але можуть досягти і 4 метрів.
Корінь зазвичай аксономорфний, але у деяких видів може бути і кореневищним.
Стебло від простого до сильно розгалуженого, колюче, і, як правило, вкрите шерстистими волосками.
Листки прикореневі й стеблові, на ніжках і сидячі, ворсисті або голі, із зубчастими краями.
Квіти зібрані, як правило, у напівкруглі кошики. Усі квіти в суцвітті трубчасті з однаковою будовою. Забарвлення віночка —  від білого до рожевого чи пурпурового.
Плоди — гладкі сім'янки з папусами. Кожна рослина може дати тисячі насінин (загалом може бути понад 100 000 насінин — 1000 і більше на голову квітки). Насіння залишається активним у ґрунті до 10 років. Це, звичайно, не полегшує боротьбу з цими рослинами, які в різних частинах світу вважаються бур'янами.
Основними числами хромосом є x = 8, 9, 10, 11, 13.

## Використання
Деякі частини рослин, коли вона молода, можна вживати в їжу. З рослин можна отримати олію й папір. Види Carduus є їжею для личинок деяких видів Lepidoptera, зокрема Coleophora therinella.

## Види
Рід будяк налічує від 90 до 127 видів цього роду.
В Україні ростуть:
1. будяк звичайний (Carduus acanthoides)
2. будяк арабський (Carduus arabicus)
3. Carduus collinus
4. будяк кучерявий (Carduus crispus)
5. будяк відцвілий (Carduus defloratus)
6. будяк дрібногачкуватий (Carduus hamulosus)
7. будяк Кернера (Carduus kerneri)
8. будяк пониклий (Carduus nutans)типовий[6]
9. будяк лопуховий (Carduus personata)
10. будяк дрібноголовий (Carduus pycnocephalus)
11. будяк гачкуватий (Carduus uncinatus)

Решта:
1. Carduus acanthocephalus
2. Carduus acicularis
3. Carduus adpressus
4. Carduus affinis
5. Carduus afromontanus
6. Carduus amanus
7. Carduus angusticeps
8. Carduus argentatus
9. Carduus argyroa
10. Carduus asturicus
11. Carduus aurosicus
12. Carduus axillaris
13. Carduus baeocephalus
14. Carduus ballii
15. Carduus bourgaei
16. Carduus bourgeanus
17. Carduus broteroi
18. Carduus budaianus
19. Carduus candicans
20. Carduus carlinoides
21. Carduus carpetanus
22. Carduus cephalanthus
23. Carduus chevallieri
24. Carduus chrysacanthus
25. Carduus clavulatus
26. Carduus corymbosus
27. Carduus dahuricus
28. Carduus edelbergii
29. Carduus fasciculiflorus
30. Carduus fissurae
31. Carduus getulus
32. Carduus hazslinszkyanus
33. Carduus hohenackeri
34. Carduus ibicensis
35. Carduus keniensis
36. Carduus kirghisicus
37. Carduus kumaunensis
38. Carduus lanuginosus
39. Carduus leptacanthus
40. Carduus leptocladus
41. Carduus litigiosus
42. Carduus lobulatus
43. Carduus lusitanicus
44. Carduus macracanthus
45. Carduus macrocephalus
46. Carduus malyi
47. Carduus maroccanus
48. Carduus martinezii
49. Carduus membranaceus
50. Carduus meonanthus
51. Carduus millefolius
52. Carduus modestii
53. Carduus myriacanthus
54. Carduus nawaschini
55. Carduus nervosus
56. Carduus nigrescens
57. Carduus numidicus
58. Carduus nyassanus
59. Carduus olympicus
60. Carduus onopordioides
61. Carduus peisonis
62. Carduus poliochrus
63. Carduus pumilus
64. Carduus quercifolius
65. Carduus ramosissimus
66. Carduus rechingerianus
67. Carduus rivasgodayanus
68. Carduus ruwenzoriensis
69. Carduus santacreui
70. Carduus schimperi (може включати C. platyphyllus та C. chamaecephalus)[7]
71. Carduus seminudus
72. Carduus silvarum
73. Carduus solteszii
74. Carduus spachianus
75. Carduus squarrosus
76. Carduus tenuiflorus
77. Carduus thracicus
78. Carduus tmoleus
79. Carduus transcaspicus
80. Carduus volutarioides

## Галерея

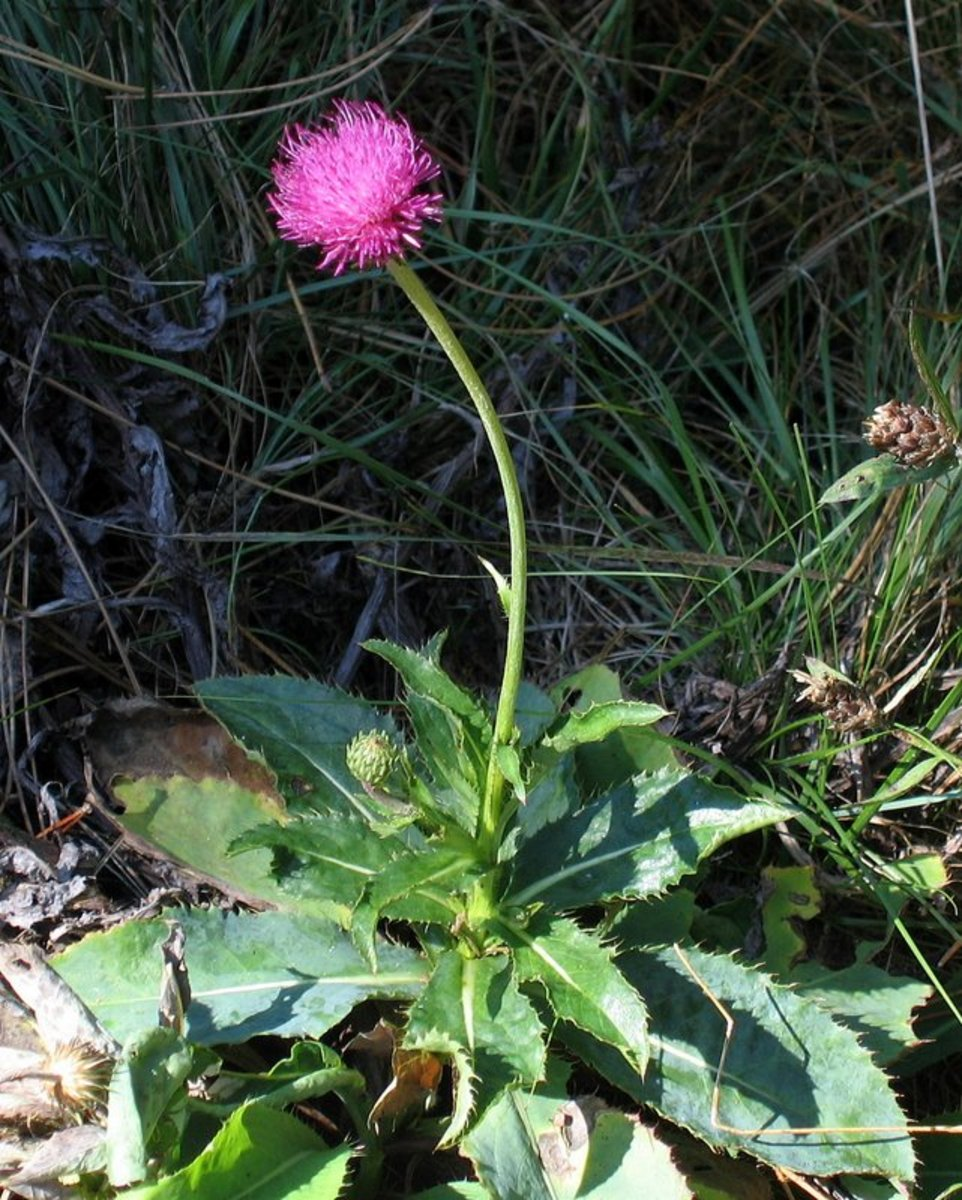
Carduus defloratus
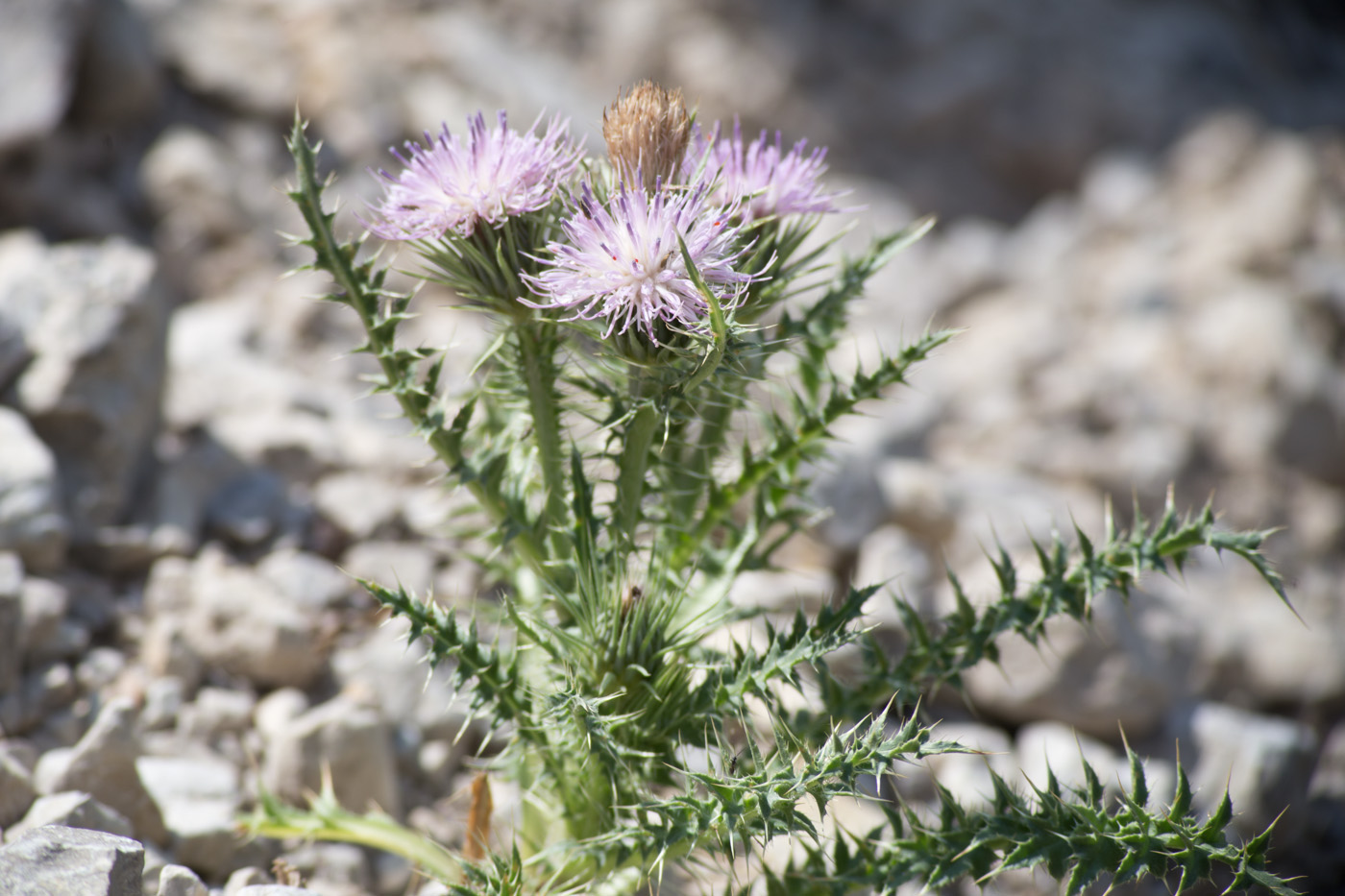
Carduus aurosicus
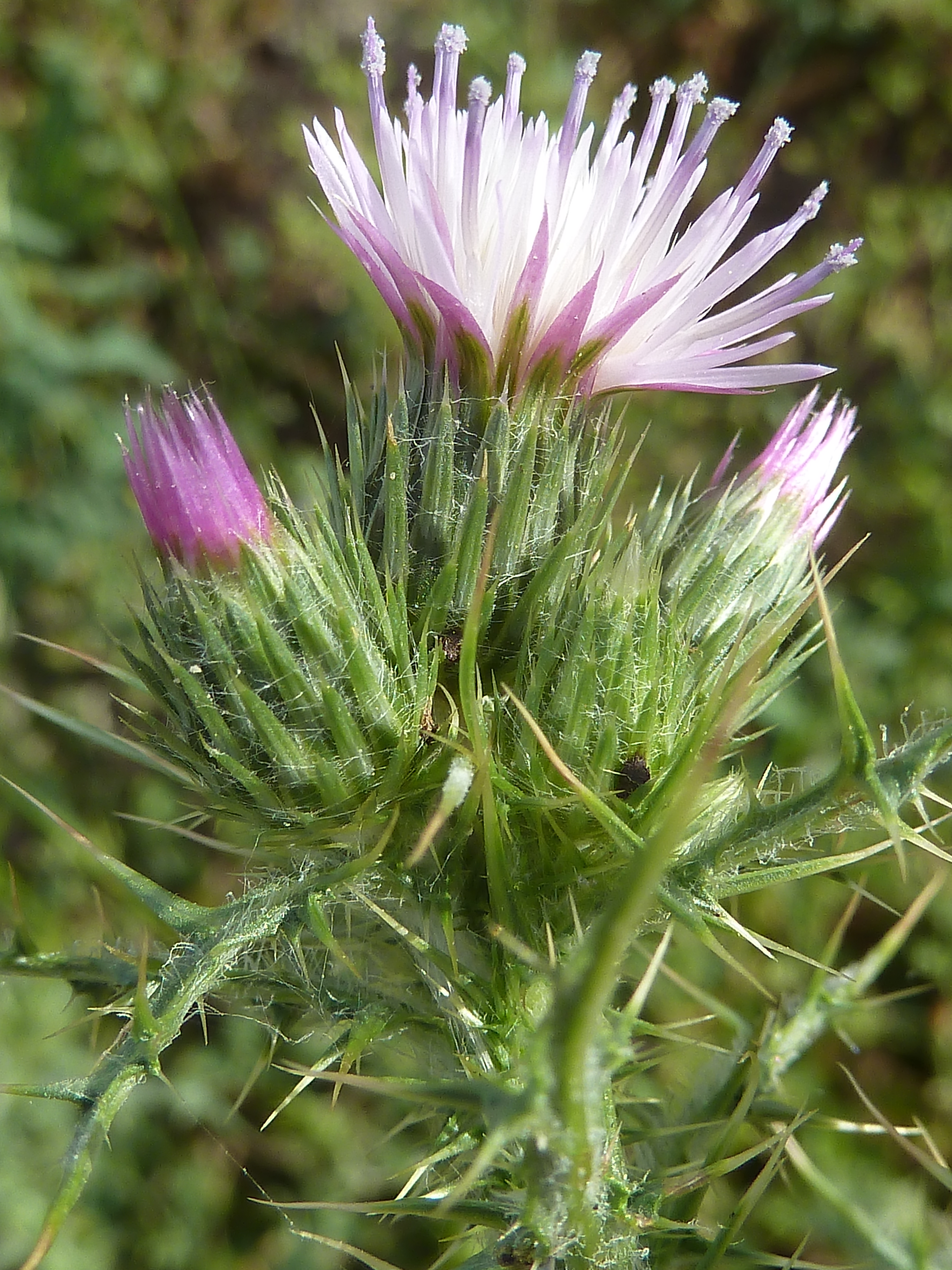
Carduus bourgeanus
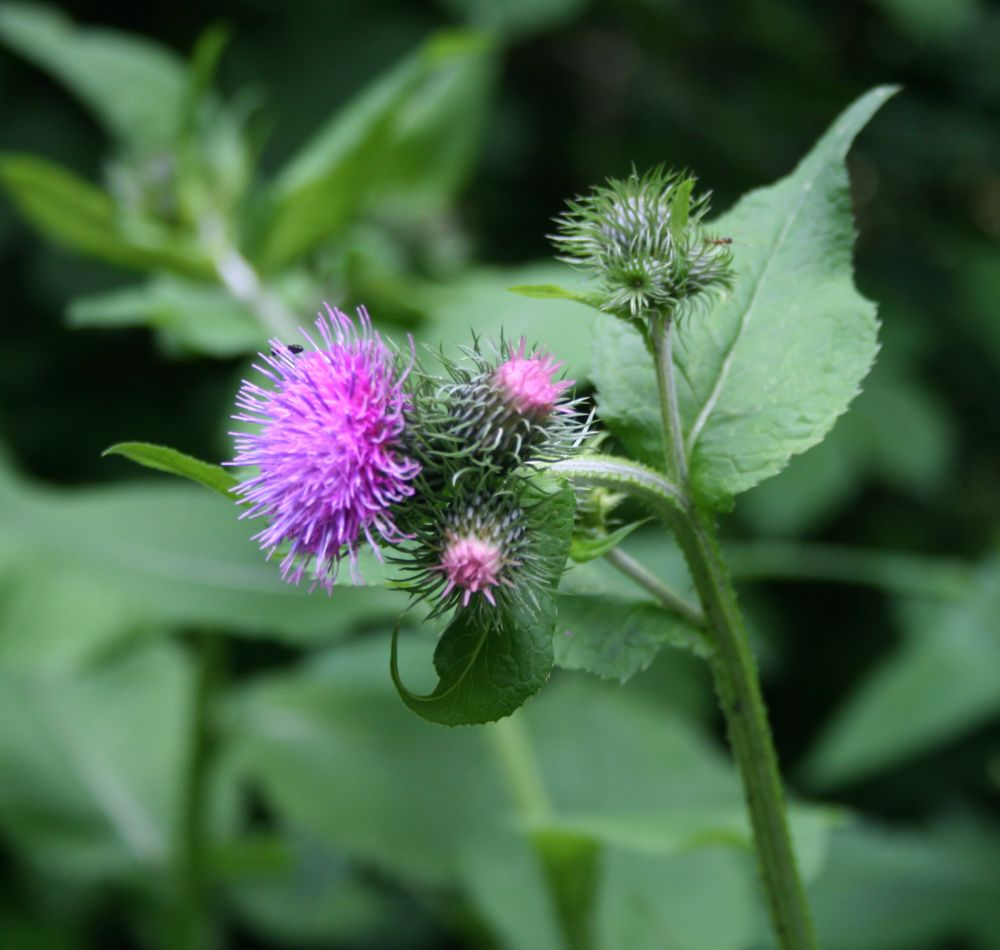
Carduus personata
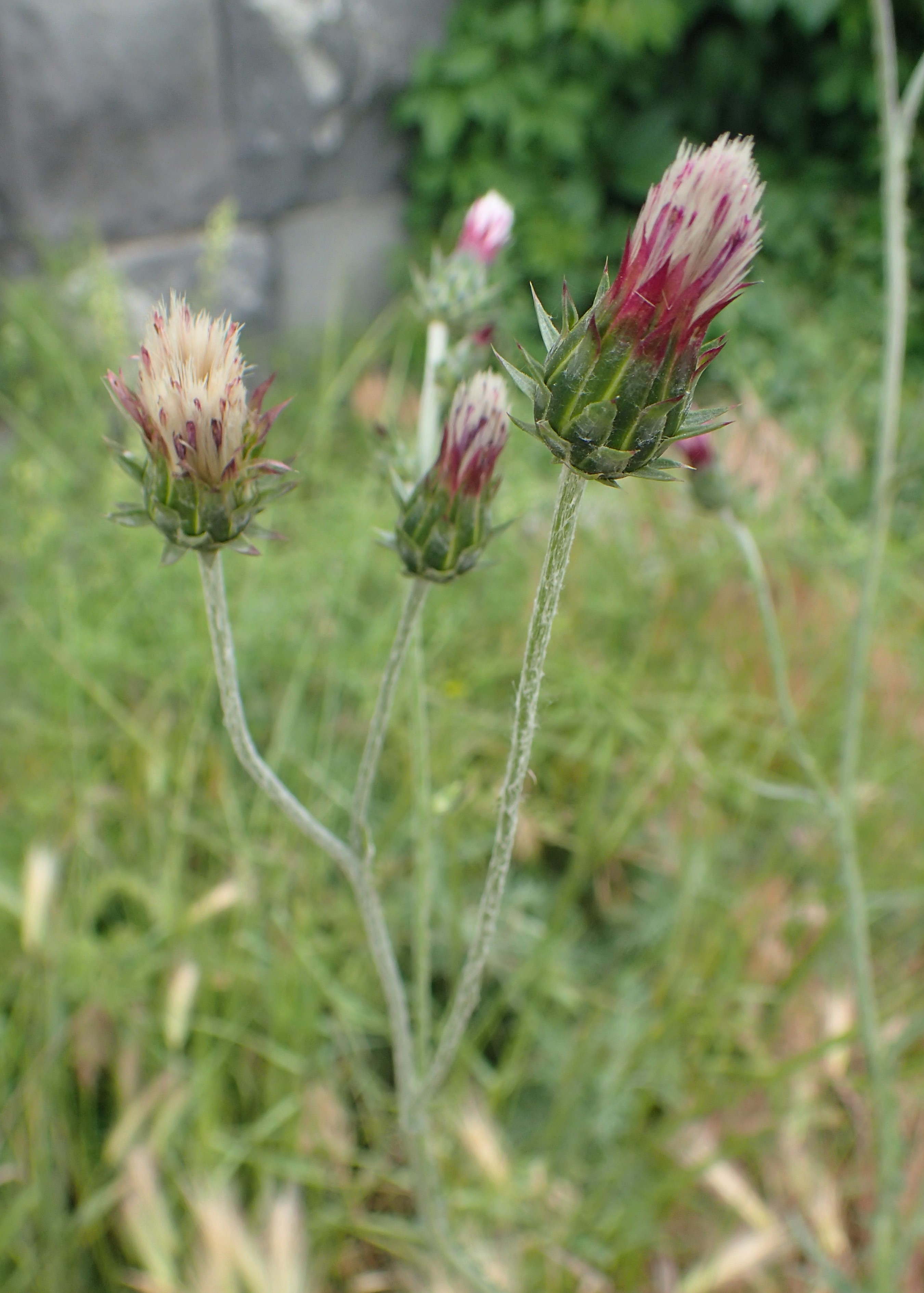
Carduus arabicus